# Romkatel
Romkatel este o companie de distribuție de echipamente de telecomunicații din România.
Compania este prezentă pe piață din anul 1994 și este deținută de producătorul german de antene Kathrein-Werke.
Principalii clienți ai companiei Romkatel sunt operatorii de telefonie mobilă (Vodafone, Orange, Cosmote, Telemobil), companiile de broadcast (Radiocom, Pro TV, Antena 1, Kiss FM, Info PRO), instalatori de echipamente de telecomunicații, unități din cadrul Ministerului Apărării Naționale și Ministerului Administrației și Internelor.
Romkatel produce de la antene telecom GSM, CDMA până la cele UMTS (3G) și deține în Timișoara o hală de producție și spații de depozitare de 1.500 mp, precum și laboratoare, săli de teste și măsurători.
Romkatel este și distribuitor al produselor firmelor Eupen, Telegaertner, FI.MO.TEC, Nexans, Select Cables, Quadrant, Huber&Suhner, Sira, 3M, Anritsu și Kikusui.
Număr de angajați în 2005: 60
Cifra de afaceri:
| Anul          | 2010 | 2009 | 2008 | 2005 |
| ------------- | ---- | ---- | ---- | ---- |
| milioane euro | 6,6  | 10   | 12,5 | 14   |